# Генікон
Генікон — головне податкове відомство у Візантійській імперії. До функцій генікону належало формування податкової політики, управління деякими імператорськими маєтками, управління водопостачанням, шахтами.

Логофет генікону виконував функції міністра фінансів.